# Patriziana brunnea
Patriziana brunnea är en insektsart som först beskrevs av Victor Lallemand 1920.  Patriziana brunnea ingår i släktet Patriziana och familjen spottstritar. Inga underarter finns listade i Catalogue of Life.